# Kristijan Lalić
Kristijan Lalić (* 1. Mai 1984) ist ein ehemaliger österreichischer Fußballspieler und nunmehriger -trainer.

## Karriere

### Als Spieler
Lalić begann seine Karriere beim ASC Rapid Kapfenberg. Zur Saison 2000/01 wechselte er zur zweiten Mannschaft der KSV. Zur Saison 2001/02 kehrte er zu Rapid zurück. Zur Saison 2002/03 wechselte er ein zweites Mal zur KSV, diesmal war er für die Profis vorgesehen. Sein Debüt in der zweiten Liga gab er im August 2002, als er am siebten Spieltag jener Saison gegen den LASK in der 87. Minute für Gernot Rainer eingewechselt wurde. In seiner ersten Zweitligaspielzeit kam er zu fünf Einsätzen, in der Saison 2003/04 wurde er nicht mehr eingesetzt. Zur Saison 2004/05 wechselte er zum viertklassigen SVA Kindberg. Zur Saison 2005/06 schloss er sich dem Regionalligisten SV Bad Aussee. Im Jänner 2006 kehrte er wieder nach Kindberg zurück. Mit Kindberg stieg er am Ende der Saison 2006/07 in die Oberliga ab. In zweieinhalb Jahren in Kindberg kam er zu 22 Einsätzen in den Spielklassen vier und fünf.
Zur Saison 2008/09 wechselte der Mittelfeldspieler zum Ligakonkurrenten SV Thörl. Für Thörl absolvierte er zwölf Partien in der Oberliga. Zur Saison 2009/10 wechselte Lalić ein drittes Mal nach Kindberg, diesmal schloss er sich allerdings der siebtklassigen Reserve an. In zweieinhalb Jahren für Kindberg II absolvierte er 38 Partien in der Gebietsliga, in denen er sechs Tore erzielte. Im Jänner 2012 wechselte er zum sechstklassigen SC Parschlug. Für Parschlug machte er 13 Spiele in der Unterliga. Zur Saison 2012/13 wechselte er zum Ligakonkurrenten ESV Mürzzuschlag. In dreieinhalb Jahren in Mürzzuschlag kam er zu 48 Einsätzen in der sechsthöchsten Spielklasse. Sein letztes Spiel für den ESV machte er im September 2015, ehe er seine Karriere beendete.

### Als Trainer
Bereits zur Saison 2014/15 wurde Lalić Jugendtrainer bei seinem Ex-Klub Kapfenberg, wo er bis dato von der U-7 bis zur U-13 bereits sämtliche Teams trainierte.